# Krystyna Smiechowska
Krystyna Smiechowska (nascida em 1935) é uma pintora polaca.
O seu trabalho encontra-se incluído nas colecções do Musée national des beaux-arts du Québec e do Portland Museum of Art.